# Konrad Stückrath
Konrad Heinrich Ferdinand Karl Stückrath (* 23. November 1884 in Gießen; † 20. August 1952 in Schlüchtern) war ein deutscher Kommunalpolitiker und Abgeordneter des Provinziallandtages der preußischen Provinz Hessen-Nassau.

## Leben
Konrad Stückrath war der Sohn des Heinrich Stückrath und dessen Ehefrau Luise Röhrig. Nach seiner Schulausbildung ging er in die öffentliche Verwaltung und war, bevor er am 22. Mai 1916 einstimmig zum Bürgermeister der Stadt Schlüchtern gewählt wurde, bei der Bezirksregierung Kassel als Regierungssekretär beschäftigt. Er betätigte sich politisch, wurde Mitglied der Deutschen Demokratischen Partei und kam als deren Vertreter in den Kurhessischen Kommunallandtag des preußischen Regierungsbezirks Kassel, aus dessen Mitte er ein Mandat für den Provinziallandtag der Provinz Hessen-Nassau erhielt. 